# Wierch Menczełyk
Wierch Menczełyk (ukr. Верх Менчелик, Werch Menczełyk, 1571 m n.p.m.) – szczyt w paśmie Arszycy, w północnej części Gorganów, które są częścią Beskidów Wschodnich. Szczyt ten znajduje się w 11−kilometrowym paśmie wierzchołków rozciągających się na południowy wschód od Gorganu Ilemskiego (1586 m n.p.m.).